# Miss Dulcie from Dixie

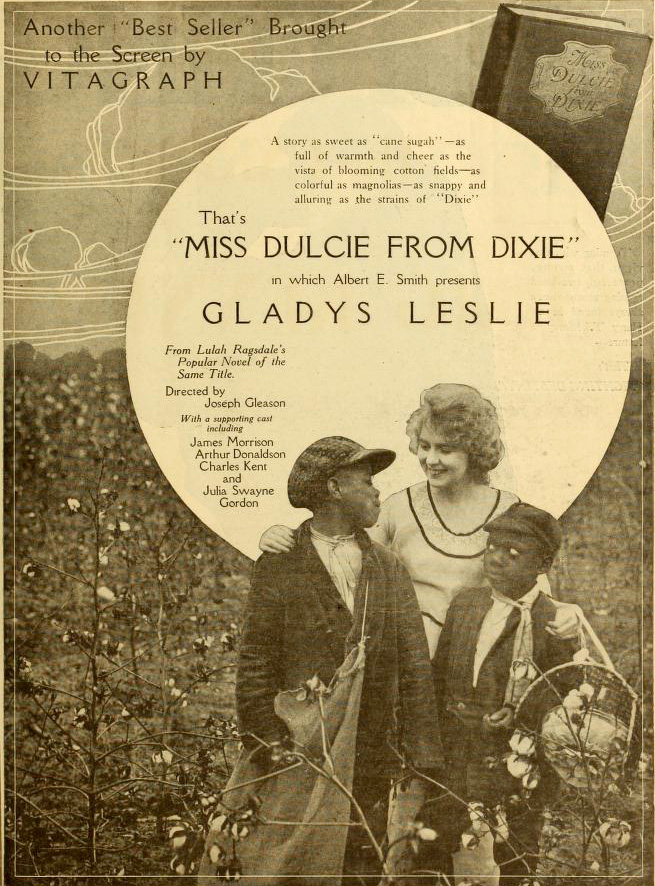
Annonce du film dans Moving Picture World.

Miss Dulcie from Dixie est un film muet américain réalisé par Joseph Gleason et sorti en 1919.

## Fiche technique
- Réalisation :	Joseph Gleason
- Scénario : G. Marion Burton (en)
- Production : Vitagraph Company of America[1]
- Photographie : Jules Cronjager
- Durée : 5 bobines
- Date de sortie : 24 mars 1919

## Distribution
- Gladys Leslie : Dulcie Culpepper
- Charles Kent : Colonel Culpepper
- Arthur Donaldson : oncle John
- Julia Swayne Gordon : tante John

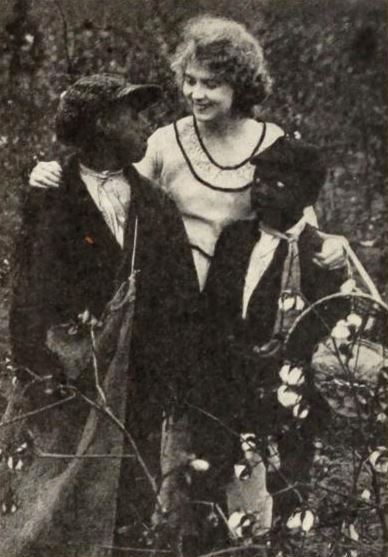
Gladys Leslie dans une scène du film.

- James W. Morrison : Orrin Castleton